# رسائل فنسنت فان جوخ

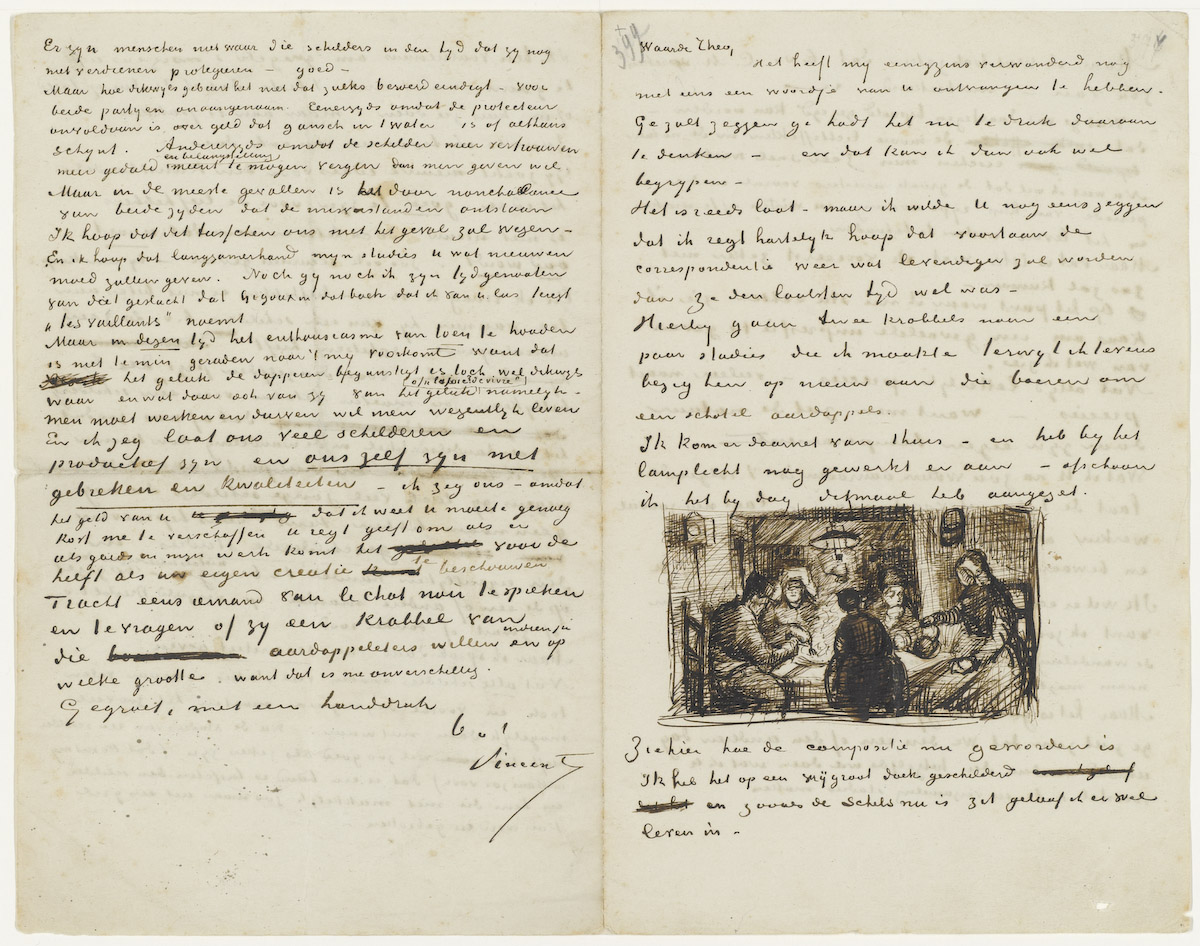
تم الاحتفاظ بأكثر من 650 رسالة مرسلة من فنسنت فان جوخ إلى أخيه ثيو. في أبريل 1885، كتب فينسنت لشقيقه عن أول تحفة له، «آكلو البطاطا». كان يعمل حاليًا على اللوحة، والتي كان من المقرر أن تصبح واحدة من أولى تركيباته المعقدة ذات الأشكال المتعددة، وقام بتوضيح الحرف برسم تخطيطي للعمل، وكتب "انظر، هذا ما أصبح التكوين الآن. لقد رسمت إنه على قماش كبير إلى حد ما، وكما هو الحال الآن، أعتقد أن هناك حياة فيه ".

تعود رسائل فنسنت فان جوخ إلى مجموعة من (903) رسالة، (820) منها مكتوبة و(83) تلقاها فنسنت فان جوخ. أكثر من (650) رسالة منهم مُرسلة من فنسنت إلى أخيه ثيو. تتضمن المجموعة أيضًا رسائل كتبها فان جوخ إلى أخته ويل وإلى البعض من أقاربه، وكذلك بين فنانين مثل بول غوغان، وأنثوني فان رابارد، وإميل برنارد.
أمضت جوانا فان جوخ بونجر، زوجة شقيقه ثيو وأخت زوجته، بعد وفاة زوجها عام (1891)، سنوات عديدة في جمع الرسائل، والتي نُشرت لأول مرة عام (1914). كتب أرنولد بوميرانس، محرر مختارات رسائل فان جوخ عام (1966) أن ثيو «كان من النوع الذي يحتفظ بكل قصاصة ورقية» وهذه الصفة التي سمحت للجمهور بقراءة ما لا يقل عن (633) رسالة من فنسنت، وعلى النقيض من ذلك، نادراً ما احتفظ فنسنت بالرسائل المُستلمة والتي لم يتبقَ منها سوى (84) رسالة، (35) منهم من ثيو. ومع ذلك، فإن هذه الرسائل بين هذين الأخوين لها فضل كبير بما هو معروف اليوم عن فنسنت فان جوخ. الفترة الوحيدة الغامضة نسبياً للجمهور هي الفترة الباريسية حيث تشاركا في نفس الغرفة ولم يكن لديهما حاجة لإجراء المراسلات. لعبت الرسائل دوراً فعالاً في تسليط الضوء على الفن في تلك الفترة، كما هو الحال بين الأخوين دي غونكور للأدب.

## الخلفية وتاريخ النشر
كرست زوجة ثيو فان جوخ، جوانا فان جوخ بونجر، سنواتٍ عديدة في جمع رسائل فنسنت، والتي كتبت عنها: «عندما دخلت كزوجة ثيو الشابة عام (1889)، وجدت في شقتنا الكائنة في Cité Pigalle / باريس ، درجًا صغيرًا في الجزء السفلي من المكتبة، مليئًا برسائل من فينسينت».
في غضون عامين، لقي كلا الأخوين حتفهما. توفي فنسنت نتيجة إصابته بطلق ناري، وثيو مُتأثراً بأعراض المرض. بدأت جوانا مهمة إكمال المجموعة التي نُشرت بالكامل في يناير (1914). تتألف هذه الطبعة الأولى من ثلاثة مجلدات، وتبعها في (1952-1954) طبعة من أربعة مجلدات تضمنت رسائل إضافية.
اقترح جان هالسكر في عام (1987) أن تتم فهرسة الرسائل تبعاً لتاريخ إرسالها، وبدأ تطبيق هذا الاقتراح بالفعل عام (1994) عندما بدأ مشروع «Van Gogh Letter» من قِبَل مُتحف فان جوخ، يتكون المشروع من مجموعة كاملة من الرسائل التي أُرسِلَت و استُلَمت من قبل فنسنت.

### المعرض والنشر المبكر
في أواخر كانون الأول/ديسمبر (1991) وحتى كانون الثاني/يناير (1992) نَظّم برونو كاسيرر وابن عمه بول كاسيرر أول معرض لفان جوخ في برلين بألمانيا. أسس بول كاسيرر لأول مرة سوقًا لفان جوخ، وبعد ذلك، بمساعدة جوانا فان جوخ بونجر، تمكن من التحكم في أسعار السوق. وفي عام (1906) نشر برونو كاسيرر مجلدًا صغيرًا يحتوي على رسائل مختارة من فنسنت إلى ثيو فان جوخ، مترجمة إلى الألمانية.

## الرسائل
من بين (844) رسالة كتبها فان جوخ، كُتبت (663) رسالة إلى ثيو و (9) إلى ثيو وجو. ولم يتبقَ سوى (39) رسالة من بين الرسائل التي تلقاها فينسنت من ثيو. كُتبت الرسالة الأولى عندما كان فنسنت في التاسعة عشر من عمره وبدأها بعبارة «عزيزي ثيو». في ذلك الوقت، لم يكن فنسنت قد تطور بعد ككاتب رسائل، لقد كان واقعيًا، لكنه لم يُعبر عن نفسه. عندما انتقل إلى لندن، وبعد ذلك إلى باريس، بدأ في إضافة المزيد من المعلومات الشخصية. ابتداءً من عام (1888)  وتلاها بعام، كتب فان جوخ (22) رسالة إلى إميل برنارد والتي اختلفت فيها النغمة عن تلك الموجهة إلى ثيو. في هذه الرسائل، شرح فان جوخ المزيد عن تقنياته، و استخدامه للون، ونظرياته.

### الرسائل من وقائع حياة الفنان
ترسم رسائل فان جوخ تاريخًا لحياة الفنان، مع إغفال ملحوظ للفترة التي عاش فيها في باريس، لأنه لم يكن بحاجة إلى التواصل مع أخيه. وتُعد الرسائل بمثابة سيرة ذاتية للفنان، أرَّخَ الفنان في الوقت الذي يقضيه في برابانت، وباريس، ولندن، ولاهاي، ودرينثي، ونوينين، وأنتويرب، وآرليس، وسانت ريمي، وأوفر، رحلاته الجسدية بالإضافة إلى نموه الفني. كتب فينسنت أحيانًا ألى ثيو كل يوم، بخلاف الحاجة إلى الاعتراف بالدعم المادّي، واصفًا إنجلترا وهولندا. قام بتضمين الرسومات التخطيطية لعامة الناس، مثل عمال المناجم والمزارعين، لأنه يعتقد أن الفقراء سيرثون الأرض. تم الكشف عن أفكار وقناعات فان جوخ الروحية واللاهوتية في رسائله طوال حياته.

#### التعليقات التي تلقاها من النقاد والأصدقاء
طوال معظم حياته، كان وحيدًا وحفز نفسه ليتعلم قدر استطاعته عن العالم من حوله وعن حرفته. تصف مارغريت درابل الرسائل الواردة من درينثي بأنها «مفزعة للقلوب»، حيث كان يكافح من أجل التعامل مع «ظلام موضوعه الوراثي»، والفقر المدقع ودنو حياة الفلاحين الهولنديين. وبلغ هذا النضال ذروته مع لوحة «آكلو البطاطا». كان صديقه ومعلمه فان رابارد يكره اللوحة. لم يقف أمام فان جوخ أي رادع عن المضي جنوبًا عبر أنتويرب وباريس. تصف رسائله من آرل حلمه الخيالي في إنشاء مجتمع من الفنانين الذين عاشوا معًا وعملوا معًا وساعدوا بعضهم البعض. وانضم بول غوغان في هذا المشروع أواخر عام (1888).

## من منظور إعلامي
كان تسليم رسالة فنسنت النهائية إلى ثيو بعد وفاة فنسنت والظروف المحيطة بوفاته موضوع فيلم Loving Vincent» - (2017)» والذي تم تحريكه بواسطة اللوحات الزيتية المرسومة على طريقة فان جوخ.